# P-Funk

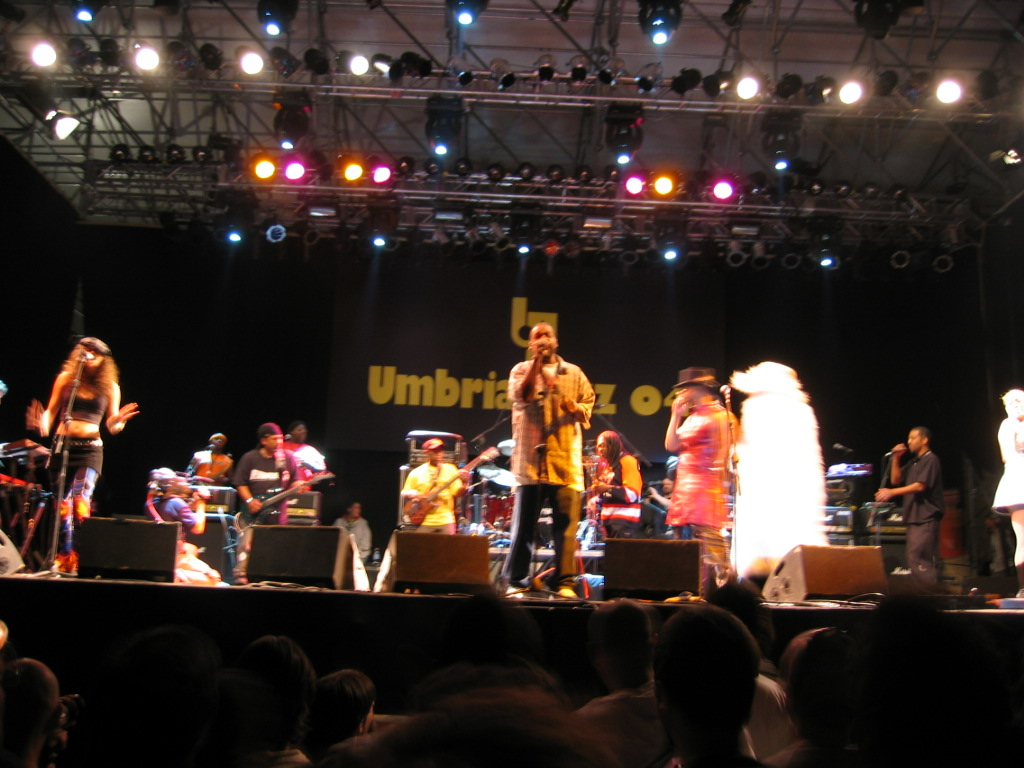
George Clinton und Parliament Funkadelic

P-Funk (kurz für Pure & uncut-Funk, auch P Funk oder P.Funk) ist eine Spielart der Musikrichtung Funk, die sich Ende der 1960er Jahre in den Vereinigten Staaten zunächst als Mischung aus psychedelischer Rockmusik, Soul und Funk entwickelte. Die Hauptpersonen stellten George Clinton und Bootsy Collins mit den von ihnen produzierten Bandprojekten Parliament, Funkadelic, Parlet und Brides of Funkenstein dar.

## Bedeutung und Geschichte
Der Begriff P-Funk ist auch eine Abkürzung für die Namen der beiden Bands Parliament und Funkadelic, die später auch als „Parliament-Funkadelic“ in Kombination mit den „P-Funk All Stars“ gehandelt wurden. Der Begriff kann auch als eine Abkürzung für „Pure Funk“ oder „Psychedelic Funk“ und als „Plainfield Funk“ interpretiert werden (Plainfield/New Jersey war die Heimatstadt von The Parliaments, der ersten Gruppe George Clintons, die allerdings konzeptionell im Soul der Sechziger Jahre verwurzelt war und den Namen aufgrund von Querelen mit der Plattenfirma, die die Rechte auf den Namen „Parliaments“ hielt, aufgeben mussten). P-Funk ist auch der Teil eines Titels eines Musikstücks auf Mothership Connection, einem Album von Parliament (Textausschnitt: „I want the bomb. I want the P-Funk. I want my funk uncut.“ – deutsch: „Ich will die Bombe. Ich will den P-Funk. Ich will meinen Funk ungeschnitten.“)
Zunächst eher rockorientiert (als Funkadelic), revolutionierte der P-Funk (z. B. unter den Namen Funkadelic und Parliament) Mitte bis Ende der Siebziger Jahre die afroamerikanische Popmusik mit elektronisch erzeugten Handclaps, Synthesizer-Bass und jazzigen Bläsersätzen zu polyrhythmischen Grooves (Electro Funk), während der von Gospel und Soul beeinflusste Gesang mit subtilen Texten ein neues Selbstbewusstsein ausdrückte. Im Jahr 1975 begann die Ära des P-Funk als eine wirkliche spirituelle Form von schwarzer Musik in der Tradition von Jazz, Soul, Reggae oder Gospel. Aus etwa 50 bis 70 Musikern formte George Clinton, gelernter Friseur und in den 1950ern noch Doo-Wop-Sänger, ein Imperium aus verschiedenen Bandprojekten mit einer eigenen, fiktiven P-Funk-Mythologie. Deren Kern bildet die Auseinandersetzung zwischen den fiktiven Figuren Starchild (das Gute) und Sir Nose D’Voidoffunk (das Schlechte) sowie die Landung eines als Mothership betitelten Raumschiffs. Der P-Funk-Mob erhöhte den Funk damit in eine Ideologie. Legendär waren die Live-Auftritte der Bands, die sich im P-Funk-Mob vereinten und bei denen teilweise bis zu 30 Musiker in bizarren Verkleidungen die aufwändig gestalteten Bühnen bevölkerten. Ein Konzert war selten kürzer als zwei Stunden.
Viele Musiker starteten aus dem P-Funk-Mob heraus ihre Solokarrieren. Nachdem es seit Mitte der 1980er-Jahre aufgrund von juristischen Streitereien und kreativem Stillstand etwas ruhiger um den P-Funk-Mob geworden war, verschafften die Credits vieler Rap-Musiker den „Altvorderen“ neue Popularität. Im Jahr 2004 war ein (fast) vollständiges P-Funk-Ensemble in den Vereinigten Staaten und Europa wieder auf Tournee. P-Funk bleibt dadurch seit ihrem populären Zenit im Jahr 1978 der größte Einfluss in der schwarzen Musik.

## Musikalische Charakteristika
Die Alben von Funkadelic waren mehr am Gitarren-Sound von Funk und Rock orientiert und beinhalten Stücke mit vielen Solos und reine Instrumentalwerke. Der Gesang wurde meistens von den Bandmitgliedern selbst übernommen. Keyboard-Arrangements wurden in der Regel für die Melodie verwendet. Bei Parliament stand der Gesang im Vordergrund, welcher stark vom Gospel beeinflusst war und oftmals in für den Hörer sonderbar klingenden Harmonien eingefügt wurde. Keyboard und Bass sind Hauptinstrumente, die Gitarre sorgt mit Riffs für die entsprechende Begleitung der Hauptmelodien.
Nach der Fusion beider Bands unter dem Namen Parliament-Funkadelic kristallisierten sich verschiedene Charakteristika des Musikstils vor allem durch die Bandmitglieder selbst heraus. Keyboarder Bernie Worrell mit spacigen Synthesizer Melodien auf der einen und Blues und Jazzpiano Style auf der anderen Seite, von Bootsy Collins geprägte elektrische Basslinien, Blechbläser-Arrangements der Horny Horns Combo und dezente, beständige Drum-Einlagen. In der Musik des P-Funk treffen oftmals europäische Akkordstrukturen auf afrikanische Rhythmen, die den vollen Ensemblesound ergeben.
Auch aufnahmetechnisch beginnt mit der Parliament Funkadelic Combo ein neues Zeitalter in der Produktion von Funk-Musik. Dieser zeichnet sich vor allem durch die mehrspurige Aufnahmetechnik aus, die von George Clinton innovativ in die P-Funk Produktion integriert wurde.

## Bedeutende Namen des P-Funk

### Bands
- Funkadelic
- Parliament
- Parlet
- Brides of Funkenstein
- The Horny Horns
- Bootsy’s Rubber Band
- Zapp
- Quazar
- Mutiny
- Godmoma

### Musiker
- George Clinton
- Bootsy Collins
- Mallia Franklin
- Walter Morrison
- Maceo Parker
- Fred Wesley
- Pee Wee Ellis
- Bernie Worrell
- Rick Gardner
- Eddie Hazel
- Fuzzy Haskins
- DeWayne McKnight
- Gary Shider
- Dawn Silva
- Jeanette Washington
- Glen Goins
- Roger Troutman

### Einflussreiche P-Funk-Songs
- Flash Light – Parliament
- One Nation Under a Groove – Funkadelic
- Tear the Roof off the Sucker (Give up the Funk) – Parliament
- (Not Just) Knee Deep – Funkadelic
- Maggot Brain – Funkadelic
- Atomic Dog – George Clinton
- Aqua Boogie – Parliament
- More Bounce to the Ounce – Zapp

### Beeinflusste Bands und Musiker
- Buckethead
- Cameo
- Childish Gambino
- DJ Quik
- Dr. Dre
- Ice Cube
- The Ohio Players
- OutKast
- Prince
- Red Hot Chili Peppers
- Redman
- Rick James
- Slave
- Snoop Dogg
- Stonefunkers
- Too Short
- International Pony
- Digital Underground
- Kokane
- Above the Law
- Warren G